# Temas do Windows XP
Temas do Windows XP são customizações na interface gráfica do usuário no Windows XP.

## Luna
Luna (significando Lua em espanhol, romeno, búlgaro, esloveno, russo, latim e italiano) é a designação do tema padrão do Windows XP. Baseia-se em tons de azul e alguns tons alaranjados.
Oficialmente conhecido como Estilo Windows XP, o tema está disponível em três cores: padrão (azul), prateado e verde-oliva. Por padrão, tanto a cor azul como a imagem de fundo (Bliss) estão habilitadas quando o usuário inicia a sessão pela primeira vez.
Os nomes destes temas coloridos são NormalColor, Homestead e Metallic, respectivamente. Isto pode ser observado nos caminhos de arquivos.

## Royale Noir
O Energy Blue, ou Royale é um tema de Windows XP, presente nas versões Windows XP Media Center Edition e no Windows XP Tablet PC Edition.